# گورآرموت (پوسوف)
گورآرموت (به ترکی استانبولی: Gürarmut) یک منطقهٔ مسکونی در ترکیه است که در پوسوف واقع شده‌است.